# Кокумін Домей
Кокумін Домей (яп. 国民同盟, «Національний Союз») — колишня японська ультраправа політична партія в Японській імперії що діяла в 1930-х роках.

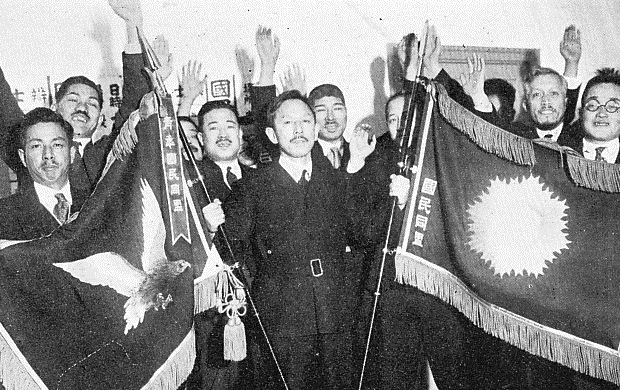
Зустріч «Кокумін Домей» 1933 рік

У 1931 році міністр внутрішніх справ Японської імперії Адачі Кендзо рішуче підтримав несанкціоноване вторгнення імператорської армії Японської імперії на територію Маньчжурії, також він виступав проти дипломатичної політики японського політика Сідехара Кідзюро, за що і був виключений з лав однієї з передових японської політичної партії «конституційно-демократична партія (Японська імперія)». Після свого виключення, пан Адачі Кендзо об'єднався з японськими політиками Накано Сейґо, Акірою Казамі та іншими, щоб сформувати японську праву політичну організацію «Кокумін Домей» у грудні 1932 року.
Політична організація «Кокумін Домей» виступала за запровадження економічної системи в Японській імперії на засадах «дирижизму» яка передбачала державний контроль над стратегічною галуззю промисловості та фінансових установ імперії, а також за створення економічного союзу між Японською імперією та маріонетковою державою Маньчжоу-Го.
«Кокумін Домей» як нова партія складалася в основному з колишніх членів японської «конституційно-демократичної партії» і мала спочатку 32 місця в парламенті. У 1934 році вона вимагала розслідувати «інциденту в Тейдзіні», та намагалась повалити кабінет міністрів, на чолі якого був прем'єр-міністр Сайто Макото. Проте, в 1935 році багато членів повернулися до складу японської «конституційно-демократичної партії», а в 1936 році Накано Сейґо залишив партію, щоб наступного року сформувати іншу японську праву політичну партію «Тохокай», а Акіра Казамі приєднався до аналітичного центру японського політика Фумімаро Коное, «Сьова Кенкюкай». На загальних виборах 1937 року чисельність мандатів партії в парламенті Японської імперії впала з 32 до 11 місць.
У червні 1940 року «Кокумін Домей» було об'єднано з Асоціацією допомоги трону в рамках зусиль японського державного та політичного діяча Хідекі Тодзьо створити в Японській імперії однопартійну державу й після цього «Кокумін Домей» припинило своє існування.

## Результати виборів
| Рік виборів | Голосів   | Голосів   | Місць    | Зміна |
| Рік виборів | кількість | відсотків | Місць    | Зміна |
| ----------- | --------- | --------- | -------- | ----- |
| 1936 рік    | 421 632   | 3,79 %    | 15 / 466 | ▬     |
| 1937 рік    | 281 834   | 2,76 %    | 11 / 466 | ▼ 4   |

### Цитування
1. 1 2  Kenzo Kitagawa. Explanation of Encyclopedia Nipponica. Kotobank (яп.). Asahi Shimbun. Процитовано 14 грудня 2019.
2. ↑  Mitchell.